# 逆位置のバラッド
『逆位置のバラッド』は、2020年公開の日本映画である。2月27日より全国順次公開。

## キャスト
- ボブ西田 - 高山猛久
- エヴァ - 岩永洋昭
- 相楽千尋- 内田慈
- 凛 - 山本あこ
- お笑いコンビ「ポルナーダ」- ジェントル 宮澤佑
- 水上刑事- 田中要次
- 織原美音- 鈴木茜音

## スタッフ
- 監督 - 山﨑賢
- 脚本 - やながわ薫平
- プロデューサー - 源田泰章
- 撮影 - 伊藤弘典
- 録音 - 岸川達也
- 照明 - 高橋拓
- メイク - 高松未希
- スタイリスト - 神原淳平
- 制作 - 菅野征太郎
- 助監督 - 内田知樹
- 音楽 - 菱野洋介
- 製作 - 株式会社Guild
- 配給協力 - 源田企画株式会社